# お田鶴の方
お田鶴の方（おたづのかた）は、戦国時代の女性。飯尾連龍の妻。椿姫とも呼ばれる。
夫の死後、夫の代わりに城を守り城兵や侍女とともに徳川家康と戦い討死した。この逸話から吉田松陰の雑記である『辛亥歳雜抄』では烈婦の一人として扱われ、明治や大正時代の本である『東海道五十三次:附・名数雑談』では女武者、『皇朝金鑑』では烈女の一人として称されている。

## 生涯

### 出自
江戸中期に編纂された「鵜殿家史」の家系図には三河国宝飯郡上ノ郷城（現在の愛知県蒲郡市）主である鵜殿長持の娘が「飯尾豊前守致実室」と記されており、現在の愛知県の蒲郡市で生まれた（『蛇塚由来記:落城秘怨史』では父は小笠原鎮実とも）、母は今川氏親の娘で今川義元の妹または義妹である。母方の祖父は今川氏親、母方の祖母は「尼御台」といわれた寿桂尼で、今川義元は伯父、北条氏康の正室である瑞渓院は伯母、徳川家康の側室西郡局は実の姉妹にあたるという説があるが、近年の研究で西郡局は鵜殿の分家であるとされ、田鶴の方との姉妹関係は否定されている。正室築山殿とは今川氏の同族で母同士が義理の姉妹にあたる。また、今川氏親の子女の出生順を研究した黒田基樹によれば、今川氏親の娘（義元の姉妹）の中で鵜殿長持室・関口氏広室の実在は共に確認できないために後世の誤認もしくは創作が高いとされ、築山殿との血縁関係にも疑問が持たれる。

### 連龍の死
夫の飯尾連龍は、徳川家康への内通を今川氏真に疑われて殺された。連龍の死に関しては諸説存在する。

### その後
『井伊家伝記』には1566年の連龍の死が原因で遠州引馬の家人は大いに騒動になり、これによって連龍の家老の江間泰顕と弟の江間時成の流浪は目前になった。時成は徳川氏に、泰顕は兄の一徳を頼り武田氏に内通しようとしたが、泰顕が時成を殺害、泰顕は時成の家来の小野田小次郎に殺害された。『遠江』には家老の時成、泰顕が城を守るも徳川派と武田派に分裂したため二人は争い共に討死したと記されている。『浜松御在城記』には連龍の死後、家臣の時成、泰顕が曳馬城を守るも泰顕は秋山信友を頼り武田氏に、時成は徳川家康に内通しようとした。やがて泰顕が時成を殺害、泰顕は時成の家来の小野田彦右衛門に殺害された。『武家事紀』『国別城郭』にはお田鶴の方は曳馬城に立てこもり飯尾の別心なきことを駿府に訴えていたが、連龍の家臣の時成、泰顕はなお岡崎に内通していたと記されている。しかし『改正三河後風土記』にはお田鶴の方は夫が氏真によって謀殺されたことに対して憤り、堅固に籠城を決意、城兵を指揮して、小国の武藤刑部丞を頼り武田氏に内通したともある。
連龍の死後、お田鶴の方が曳馬城を守っていたとされる。やがて、永禄11年（1568年）12月に徳川家康が城を攻めた。この時の様子に関しては諸説存在する。
お田鶴の方が防戦の指揮をとり、しばしば突出して、ついには侍女郎従もしたがって奮闘するも討死にした。（『遠江』）
時成、泰顕とともに城を守っていたが、永禄11年（1568年）12月に落城。お田鶴の方は侍女18人とともに出て力戦するも討死にした。（『武家事紀』）
「浜松合戦、井伊後室敗死」という題で飯尾豊前守後室ではなく井伊豊前守後室となっており（しかし『井伊家伝記』では、これは井伊直平が年老いていたため、出陣の際に連龍が代理人として出陣していたので、井伊豊前守と聞き伝えられていたのだと記されている）、永禄10年（1567年）に家康が松下常慶、後藤太郎左衛門を使者として送り、城を明け渡せば妻子共々面倒を見ると言ったが、お田鶴の方は「女と雖（いえど）も弓馬の家の者」と城を明け渡すのを拒否したため、家康は12月24日に城を攻めたが城兵が突出したため家康軍は敗北、翌未明に家康軍は再度攻め二、三の丸を破るも、家康の兵は300人討死し、城兵も200余り討死した。最期は緋威の鎧を着て長髪が乱れたお田鶴の方と長刀を持った侍女17人が左右に並び門を開けて突戦するも全員討死した。（『徳川伝記』）
家老の泰顕と時成が討たれても次男・辰三郎を介抱していたお田鶴の方は降参する様子を見せなかったため、徳川家康は松下常慶、後藤太郎左衛門を使者として送り「おとなしく城を明け渡せば給与の扶持米も合力米も渡し妻子共々面倒を見る上に領地も保障する。」と降伏を勧めたが、お田鶴の方は辰三郎を大切に思いなかなか承引せず、城兵300人余りで城の守りを固め、そればかりか過言な返事をした。そのため家康は城を攻めたが城兵はこれを防ぎ、厳しい鉄砲の打ち掛けあいになった。家康の兵は300人討死し、城兵も200余り討死するも、家康の軍は大軍だったため崩れず、家康の兵は二、三の丸を攻め入ったとき、お田鶴の方と次男・辰三郎と侍女18人左右に随え城外へ討って出て粉骨を尽くすも全員討死した。（『井伊家伝記』）
飯尾が家臣・時成、泰顕両人の内意で家康が家臣・松下常慶、後藤太郎左衛門両人を使者として派遣し、城を明け渡せば妻子だけでなく家人共々面倒を見ると言って諫めようしたが、お田鶴の方がどうしても応じなかったため、家康が曳馬城を乗っ取るために酒井忠次と石川数正に攻め込ませるが、お田鶴の方が防戦の指揮をして城兵はしばしば突き出て激しく戦い、酒井・石川は大いに敗走、その翌日、酒井・石川がまた激しく攻め立て、遂に外郭に乗り込まれると、お田鶴の方が緋威の鎧と同じ毛の兜を着て薙刀をふるって敵中に切って入り、侍女7、8人（『概説静岡県史』では侍女18人）も同じ装いで出て立ち、城兵5、60人と同じく勇戦し男女一人も残らず討死にした。（『改正三河後風土記』『武家名目抄』『東海道五十三次:附・名数雑談』『概説静岡県史』）
緋威の鎧と同色の兜を着て長刀を持って侍女7、8人と同じく出て左右に立った。（『古事類苑』）
永禄11年（1568年）にお田鶴の方が曳馬城に立てこもっていたので、徳川家康は松下常慶、後藤太郎左衛門を使者として送り、「城を渡されよ、さらは扶持しまいらせ、家の子もすへてよきにはからいなむ」と説得したが、お田鶴の方が応じなかったので家康は曳馬城を攻め込んだ。やがて12月24日の夜、塩市口より切り出て戦ったが家康は数多の軍兵だったため、翌日二、三の丸を破った。しかし家康の兵は300人討死し、城兵も200余り討死、お田鶴の方は侍女18人引き連れ切って出るも一ヶ所で全員討死したと板倉家の記に記されている。しかし、これは時代の違う大河内兵庫助の合戦のことで、実際はお田鶴の方が今川氏の出身なので、二股左衛門の計らいで人質として駿河に行ったのではないかとも記されている。（『遠江国風土記伝』『卑馬拾遺』『浜松御在城記』）
家康が使者を送り「城を致さしめ其邑を全からしめんとす。」と城を渡せば亡き夫の領地をそのまま渡すと説得した。しかしお田鶴の方は「妾（わらわ）婦女と雖（いえど）も己に武夫（もののふ）の家に生（はべ）るものなり、おめおめ城を開きて降参するは妾（わらわ）の志にあらず。」と申したため（『修身事蹟 : 婦女必読』ではこのお田鶴の方の申し出に対し家康は怒ったとも記されている）、家康は兵を使って城を攻めた。だが城兵は大いに戦い家康の兵は300人討死、城兵も200余り討死した。やがて外郭を破るとき、お田鶴の方は鎧を着て髪を垂れ薙刀をふるい侍女17人とともに左右に並び門を開けて突戦するも全員討死した。『皇朝金鑑』『民政史稿.風尚民俗篇』で少し異なり髪を被り甲を擐き眉尖刀をふるい縦横に突戦し、向かうところ披き靡いたがみな戦死したと記されている。（『皇朝金鑑』『民政史稿.風尚民俗篇』『修身事蹟 : 婦女必読』）（『修身事蹟 : 婦女必読』では、後に家康は大いにこのことを惜しんだという。）
家康が永禄11年（1568年）12月24日に使者を使って「先さに吾に降り今又今川に属す故に攻むと云へとも城を致さは飯尾豊前守の後室を扶助すへし」と城を渡せばお田鶴の方を扶助するといったが、お田鶴の方が承引しなかったため、12月25日に家康は城を攻めた。この時お田鶴の方は甲冑を着て300人余りしたがえていたがお田鶴の方含むみな戦死、家康の兵も300人死傷した。（『尾参宝鑑』）

## 伝説
椿姫観音に関する伝説ではこうも書かれている。
- 『家康の愉快な伝説』では、永禄11年（1568年）12月、これまで岡崎城にいた家康は、信長との盟約によって、家康は三州から中山峠を経て遠江に入り、後藤太郎左衛門と松下与右衛門の両人を曳馬城に派遣した。このとき、曳馬城の城主である連龍が今川氏に謀殺されたため、その妻のお田鶴の方が城を守っていた。家康は曳馬城を明け渡すなら一族共々面倒を見ると言ったがお田鶴の方が拒否したため、交渉は不調に終わり、徳川の兵が城を攻めた。この時、気丈夫なお田鶴の方は、緋縅の鎧に同色の兜を被り、長刀を振って城門に立つと、続いて赤い襷に白の鉢巻をし、薙刀を持った侍女18人と勇んだ意気軒昂な数百の城兵達とともに、押しよせる徳川の兵に向って打って出て2、3日は敵を追い払ったが、12月24日城兵は討死し、お田鶴の方も18人の侍女達とともに枕を並べて戦死した。その後、お田鶴の方含む戦死者の遺骸を埋め、いっぱいに椿(つばき)の木を植えた塚を作り、その場所は「椿塚」または「椿屋敷」といった。それから何年か経った後に椿塚には一面に赤い椿の花が咲いた。椿塚の跡と思われる元浜町にお田鶴の方を祀った「椿姫観音大菩薩」の小祠があり、徳川家を憚ってか祠は大きくはしなかった。薄命の佳人への惻隠の情か、節操高く生きた憧憬の念か、今も昔も変わらずこの辺りの女性の参拝客が多いという[9]。

- 『浜松の伝説 上』では、連龍の死後、曳馬城はお田鶴の方が守っていた。お田鶴の方は美しく優しく男勝りの気性だったので、城の侍も町民たちもよく言いつけにしたがっていた。 その頃、三河には徳川家康がおり、家康は何回も使者を出し、家康は「城を明け渡し、徳川方にしたがってはどうか。もし言うことを聞いたら、たくさんの褒美をとらせよう。」と言って誘ったが、「女と思いあなどりおる。」ときっぱりはねつけ、聞き入れなかった。やがて、しびれを切らした家康は曳馬城を取り囲んだが。このとき、お田鶴の方は甲斐甲斐しく城兵を指揮して戦った。だが家康の大軍相手に、城を支えることができなかった。やがて、覚悟を決めたお田鶴の方は緋縅の鎧に身を固め、薙刀を抱えながら、侍女を引き連れ、敵陣に切り込み攻めよせる敵兵を切り倒し進んだが、多勢に無勢だったため討死した。家康は惜しい女性を殺したとその後、元浜町に墓を建てた。後に椿姫観音が建立されその場所はお田鶴の方が住まわれたという椿屋敷の跡だという[10]。

## その他
- 『武徳編年集成』では連龍が家康へ内通している疑いを何者かに風説されたため、永禄8年（1565年）12月20日に氏真は連龍を駿府城内へ召し寄せ兵士100名に襲わせた。連龍の兵も2、30名の兵で防戦したので、氏真の兵も多く戦死、この時お田鶴の方が無双の強力でしばしば出て奮戦した。この出来事を「駿府の小路の戦い」といったという。同史料ではこの時の様子を「氏真渠を駿府に召寄軍士百騎計を以て其屋敷を囲み攻て鏖になす于時飯尾が士二三十騎死戦をなすゆへ寄手多く討る、致実が室無双強力屢奮ひ戦ふ[11]」と記している。
- 椿姫という名はその死を哀れんだ築山殿が植えた100本余りの椿の花に由来している[12]。
- 嘉永四年（1851年）に書かれた吉田松陰の雑記である『辛亥歳雜抄』では「濱松城主飯尾豊前守室 事見同書巻二十一酒井譜」と烈婦の一人として細川ガラシャや小松姫らとともにお田鶴の方を挙げている。
- このお田鶴の方の戦いを「彼妻去就の是非は論ずるにたらざれども、其志操の節烈は丈夫にもまさりたりと感ぜぬ者なし」とその志操の節烈は丈夫にも勝りたりと感じない者はいなかったと『改正三河後風土記』では記している。大正時代に発行された芳賀矢一の『東海道五十三次:附・名数雑談』でもこのことに関して「天晴（あっぱれ）武士道の意気地（いきじ）。武勇は巴板額にも劣らず、節操は細川氏夫人にも優（まさ）って居る。」と、『民政史稿.風尚民俗篇』では「巾幗の身を以って、奮戦、節に死したる、飯尾豊前が妻の如きは、最も美とすべきものあり。」とお田鶴の方の武勇と節操の高さを讃えている。
- 1983年に発行された『浜松凧・屋台:凧の生みの親椿姫観音』という本の「椿姫観音由来記」によると、お田鶴の方は「今川の恩義に最後まで生き、あわれその落城を彩った華麗な若き美丈夫で、侍女18名の方々とともに卑馬野の露に果てた」と最後まで今川の恩義に生きたと記されている。連龍の死後、氏真が「飯尾は度々当家に対し忠節したる者。その家断絶せんは不憫のこと、其の妻に本領安堵せしむ、引間の城に居住すべし。其老臣安藝守同加賀守後見すべし。」と下知したとも記されている。
- 御台塚、椿姫塚、蛇塚と呼ぶ塚があり、最近観音堂が成立された。永禄11年（1568年）12月、お田鶴の方が徳川家康と戦って、この地で悲壮な最後をとげた。築山殿は「あわれなことよ。」と声をあげて泣き、侍女達とともに西来院の儀翁祐和尚を連れてお田鶴の方の戦死の場所に行き讀経供養を営んでから、塚の周囲に百十株の椿を植え、「この椿ながく年ごとに咲いてたも、願わくばお田鶴どのの未來に榮えあらせ給え、護りませ給え。」と念じた。不思議にも数日後に椿は、紅いゆかりの色と香をこめて微笑むように咲きほころんだという。その後も築山殿は足繁くこの塚に詣でた。ある日、築山殿が塚の前に額づいて、いつまでも泣いているのを付き添っていた松平信康が「泣かで、とく歸らせ給え。」と言った。すると築山殿は「ひとの末路の哀れさを泣く、わらわも和子も、やがて又ひとに哀れを語られる身となるやも知れぬ。さだめがたき人の世ぞ、ひとごとではない、みなわが身の上のことじや。」と諭したというのが元浜町の椿屋敷の由来だという。しかし、『曳馬拾遺』は「この塚かの後室の塚にやあるらん。されど或る記には、これ大河内兵庫の助勢の合戰の事にして、時代も違いたる事なり。殊に味方の手負、死人300もあらば、名ある將の十餘も討死あるべく侍るなり。又乗龍の北の方は今川家のやからなれば、二股左衛門の計らいにて、事濟みにしあれば、人質として駿河にこそあるべく侍れ、若しくは江間安藝の妻などにやあらん。さればこの塚の主誰なりけん。といっている」とこの塚はお田鶴の方の塚ではなく、板倉家記に記された戦いのことは大河内兵庫の助勢の合戰のことで時代も違い、味方の死者が300もあれば名のある将も討死してるだろう、それにお田鶴の方は今川家の一門なれば、二股左衛門の計らいにて、人質として駿河に行ったのではないか、それとも江間泰顕の妻であろうか。この塚の主は誰なのか？といっていると記されている。（『浜松風土記』）
- お田鶴の方と連龍の嫡男である義廣の誕生を城主をはじめ城下の人々は一同に祝って、入野村の佐橋甚五郎が連龍の嫡男の名前である義廣と書いた大凧を揚げ、奉祝した。これが基となり、家で嫡男が誕生すると、大凧を揚げ、町をあげてお祝いする風習が生まれたのが浜松祭りの起源であるといわれているが、近年では創作であると研究が進んでいる。

## 関連作品
テレビドラマ
- 徳川家康（1964年、NET、演：中原ひとみ）※役名は吉良御前（お愛と二役）
- 竹千代と母（1970年、日本テレビ、演：小橋玲子）※役名は亀姫
- 徳川家康（1983年、NHK大河ドラマ、演：竹下景子）※役名は亀姫→吉良御前（お愛と二役）

以上3作品の原作小説『徳川家康』（山岡荘八著）では、吉良義安の娘で徳川家康の初恋の相手として描かれる。
- どうする家康（2023年、NHK大河ドラマ、演：関水渚[13][14]）